# Allt faller
Allt faller är en TV-serie i regi av Henrik Schyffert med manus av Jonas Gardell, Johan Rheborg, Henrik Schyffert och Ola Söderholm som hade premiär 10 januari 2013 i TV 4.
Serien är en dramakomedi om nöjeslivet i Stockholm, om hur det är att åldras som komiker och om döden som kryper allt närmre inpå. Rheborg och Gardell, och även i viss mån Schyffert, spelar sig själva, fast i betydligt mer tillspetsade och uppskruvade versioner.

## Medverkande
- Johan Rheborg – Johan
- Jonas Gardell – Jonas
- Henrik Schyffert – Henrik
- Marie Göranzon – Tussan
- Shima Niavarani – Maiken
- Mia Benson – Gisela
- Rebecka Hemse – Marie
- Jonas Malmsjö – Kent

### Gästmedverkande
- Avsnitt 1: David Batra, Anders S Nilsson, Karin Adelsköld, Rikard Ulvshammar, Ralf Gyllenhammar (som bartender), Thérèse Brunnander, Sven Ahlström
- Avsnitt 2: Petra Mede, Håkan Jäder
- Avsnitt 3:
- Avsnitt 4: Kristoffer Appelquist, Fredrik Andersson, Johan Widerberg, Sven Ahlström, Thérèse Brunnander
- Avsnitt 5: David Batra, Fredrik Wikingsson, Anders Öfvergård, Bobbo Krull, Börje Ahlstedt, Jan Malmsjö (som Tage)
- Avsnitt 6: Steffo Törnquist, Stig-Björn Ljunggren, Annika Jankell, Dominik Henzel, Petra Mede, Belinda Olsson, Eva Cooper
- Avsnitt 7: Carl Englén
- Avsnitt 8: Jan Rippe, Ing-Marie Carlsson, David Lega, Arja Saijonmaa
- Avsnitt 9: Patrik Arve, Erik Johansson, Marcus Birro, Arja Saijonmaa
- Avsnitt 10: Nalle Knutsson, Stefan Boström

## Tittarsiffror
- Avsnitt 1: 955 000
- Avsnitt 2: 725 000
- Avsnitt 3: 665 000
- Avsnitt 4: 530 000[4]